# Matriz circulante
Em matemática, uma matriz circulante é uma matriz quadrada em que cada linha i é formada por um deslocamento cíclico de i posições de uma mesma lista de elementos {a0,a1,a2 ... an-1}, ou seja
{\displaystyle \mathbf {A} ={\begin{bmatrix}a_{0}&a_{1}&a_{2}&\ldots &\ldots &a_{n-1}\\a_{n-1}&a_{0}&a_{1}&\ddots &&\vdots \\a_{n-2}&a_{n-1}&\ddots &\ddots &\ddots &\vdots \\\vdots &\ddots &\ddots &\ddots &a_{1}&a_{2}\\\vdots &&\ddots &a_{n-1}&a_{0}&a_{1}\\a_{1}&\ldots &\ldots &a_{n-2}&a_{n-1}&a_{0}\end{bmatrix}}\qquad \qquad (1a)}
que é um caso especial de matriz de Toeplitz. Toda matriz circulante é um quadrado latino. Uma definição alternativa e equaivalente a (1a) é
{\displaystyle \mathbf {A} _{k,j}=a_{(j-k)\;mod\;n}\qquad 0\;\leq \;k,j\;\leq \;n-1\qquad (1b)}
onde mod é a função módulo e n é o número de linhas de A.

## Autovalores e autovetores
Os autovalores λ e autovetores v de A são facilmente calculados:
{\displaystyle \lambda _{m}=\sum _{k=0}^{n-1}a_{k}\cdot e^{\frac {-2\pi imk}{n}}\qquad 0\;\leq \;m\;\leq \;n-1\qquad (2a)}
{\displaystyle \mathbf {v} _{m}={\sqrt {\frac {1}{n}}}\;\left[1,e^{\frac {-2\pi im}{n}},\;...\;e^{\frac {-2\pi im(n-1)}{n}}\right]\qquad 1\;\leq \;m\;\leq \;n-1\qquad (2b)}
A equação (2a) indica que os autovalores de uma matriz circulante qualquer são a transformada discreta de Fourier (DFT) do vetor a = [a0,a1,a2 ... an-1]. Por isso vale também a relação inversa
{\displaystyle a_{k}={\frac {1}{n}}\;\sum _{j=0}^{n-1}\lambda _{j}\cdot e^{\frac {-2\pi ijk}{n}}\qquad 0\;\leq \;k\;\leq \;n-1\qquad (3a)}
Em suma, a sequência dos autovalores de uma matriz circulante são iguais à DFT da primeira linha dessa matriz, e essa primeira linha da matriz é igual à DFT inversa da sequência dos autovalores.
A propriedade elementar dos autovalores λ e dos autovetores v de uma matriz qualquer B
{\displaystyle \mathbf {B} \;\mathbf {v} _{m}=\lambda _{m}\;\mathbf {v} _{m}}
pode ser escrita de forma alternativa e equivalente como
{\displaystyle \mathbf {B} \;\mathbf {V} =\mathbf {V} \;\mathbf {\Lambda } \qquad (2c)}
onde V é a matriz composta pelos autovetores dispostos verticalmente
{\displaystyle \mathbf {V} ={\begin{bmatrix}\mathbf {v} _{0}&\mathbf {v} _{1}&\mathbf {v} _{2}&\ldots &\ldots &\mathbf {v} _{n-1}\end{bmatrix}}\qquad (2d)}
e Λ é a matriz diagonal formada pelos autovalores
{\displaystyle \mathbf {\Lambda } ={\begin{bmatrix}\lambda _{0}&0&0&\ldots &\ldots &0\\0&\lambda _{1}&0&\ddots &&\vdots \\0&0&\ddots &\ddots &\ddots &\vdots \\\vdots &\ddots &\ddots &\ddots &0&0\\\vdots &&\ddots &0&\lambda _{n-2}&0\\0&\ldots &\ldots &0&0&\lambda _{n-1}\end{bmatrix}}\qquad \qquad (2e)}
A equação (2b) garante que, para toda matriz circulante, V é uma matriz unitária e que
{\displaystyle \mathbf {V} \;\mathbf {V} ^{*}=\mathbf {V} ^{*}\;\mathbf {V} =\mathbf {I} \qquad (2f)}
onde o asterisco (*) denota a matriz transposta conjugada e I é a matriz identidade de n linhas. Substituindo (2f) em (2c), temos que, para uma matriz circulante qualquer A
{\displaystyle \mathbf {A} =\mathbf {V} \;\mathbf {\Lambda } \;\mathbf {V} ^{*}\qquad (2g)}
{\displaystyle \mathbf {\Lambda } =\mathbf {V} ^{*}\;\mathbf {A} \;\mathbf {V} \qquad (2h)}
A equação (2g) indica que toda matriz circulante é uma matriz normal.

## Propriedades algébricas
Se A e C são matrizes circulantes, então valem as seguintes propriedades:

### Produto
{\displaystyle \mathbf {A} \;\mathbf {C} =\mathbf {C} \;\mathbf {A} =\mathbf {D} =\mathbf {V} \;\mathbf {L} \;\mathbf {V} ^{*}\qquad (4a)}
onde L é a matriz diagonal cujos elementos são o produto dos respectivos autovalores de A e de C. D é também uma matriz circulante.

### Adição
{\displaystyle \mathbf {A} \;+\;\mathbf {C} =\mathbf {D} =\mathbf {V} \;\mathbf {L} \;\mathbf {V} ^{*}\qquad (4b)}
onde L é a matriz diagonal cujos elementos são a soma dos respectivos autovalores de A e de C. D é também uma matriz circulante.

### Inversa
Se nenhum autovalor for nulo, então A é inversível e
{\displaystyle \mathbf {A} ^{-1}=\mathbf {V} \;\mathbf {\lambda } ^{-1}\;\mathbf {V} ^{*}\qquad (4c)}
A-1 é também uma matriz circulante.

### Linearidade
Se a e b são escalares, então D = aA + bC é também uma matriz circulante.